# Lehtis
Lehtis  (finska Lehtinen) är en frälsegård söder om Virmo å i den tidigare kommunen Mietois i Virmo i Egentliga Finland. Den har ett medeltida ursprung. Historiskt är den mest känd som boplats för en gren av ätten Fleming.

## Historia
Dansken Traneker kom senast 1407 troligen med Erik av Pommern till Finland och fick 1435 frihet och frälse på Lehtis gård. Namnet Lehtis förekommer därefter inte på 140 år men i grannbyn Kaskis skapade riksrådet Henrik Klasson (Djäkn) 1449 i samma gårdskomplex en ny sätesgård. Den bestod till hälften av det han fick genom ett byte av sitt ärvda gods Akkos i Masku, till hälften av gods i Kaskis som han hade köpt. Därtill hade hans hustru Lucia Olofsdotter (Skelge) köpegods i Kaskis och hon bytte till sig en sjättedel av byn från sin svägerska Birgitta Klasdotter. 
En tredjedel av byn Kaskis ägdes också av väpnaren Henrik Fleming till Sundholm liksom av hans son slottsfogden Joakim Fleming men den senare måste 1491 avstå från Kaskis till Sten Sture den äldre för försumlighet i tjänst. Vid arvsskiftet efter Henrik Klasson år 1460 ärvde hans änka allt i Kaskis men med förbehåll för eventuella släktkrav. Lucia sålde 1490 Kaskis till fyra av rikets herrar, bland dem Sten Sture den äldre, mot ett lågt belopp för att kunna tillfredsställa släktingarnas anspråk. Herrarna gav sedan de gods de hade köpt av Lucia till Nådendals kloster och syftet med arrangemanget torde ha varit att skydda klostret från  senare krav. Ordningen höll till år 1531 då Gustav Vasa som Sten Stures närmaste släkting tog gården från klostret.
Fältöversten Herman Fleming till Villnäs erhöll 1574 med allodialrätt ättens gamla gods i Kaskis. Han köpte följande år sju gods i grannbyarna och förenade alla ägorna under namnet Lehtis. Sonen, ståthållaren på Åbo slott Claes Fleming uppförde under åren 1579-1584 på Lehtis en sätesgård i sten.  Lehtis ärvdes av den yngre sonen, krigsrådet Henrik Fleming som lät uppföra Mietois kapellkyrka i sten. Sönerna, kommendanten på Kalmar slott Johan Fleming och översten Claes Fleming ärvde Lehtis i tur och ordning. Sedan ärvdes godset vidare på kvinnolinjen inom först friherrliga ätten Creutz, sedan inom friherrliga ätten Lybecker. Lehtis utgjorde från 1683 ett säterirusthåll men friköptes från rusttjänst 1818. Gården såldes ur släkten år 1830.

## Gårdens byggnader
Den gårdsbyggnad i sten som Claes Fleming uppförde på 1580-talet har bevarats som en källare med delar av första våningen. Dess yttre mått är 50 x 36 fot (14,3 x 10,3 m). Källaren bar upp två våningar i sten och ett brant sadeltak i tegel. Ovanför ingången hade uppsatts Flemings och Horns vapensköldar i sten med årtalet 1587. Lehtis hade enligt förebilden från Åbo slott ett kvadratiskt trapphus byggt kring en mittpelare. En flygel tillbyggdes troligen av Henrik Fleming på 1600-talet. Byggnaden brann ned på 1650-talet och ersattes av ett stenhus som brann ned på 1700-talet. Följande huvudbyggnad brann ned omkring år 1820. Den nuvarande huvudbyggnaden i tegel byggdes ca 1850. 
En trädgård omnämns redan på 1600-talet. På Lehtis uppförde Lorentz Creutz den yngre sitt första järnverk 1675 men det spolades bort i den första vårfloden. År 1903 grundades en ettårig skola för boskapsskötare som ombildades 1923. En skola för svinskötare verkade på gården 1925-1931 men flyttade sedan till Mustiala. År 1910 byggdes ovanpå ruinen från 1500-talshuset en pensionärsvilla ritad av Lars Sonck men som år 1978 var så förfallen att den måste rivas. På 1920-talet separerades Lehtis och Kaskis gårdar från varandra. På 1970-talet verkade i den tidigare skolbyggnaden företaget Mietex, som efterträddes av åboföretaget Kaunotars blus- och klänningsfabrik. Kaunotars verksamhet växte så att kommunen 1973 byggde en industrihall, som utvidgades 1983. Verksamheten byggde främst på export till Sovjetunionen.